# Displasia pilosa
Displasia pilosa es la denominación que recibe en medicina un grupo de trastornos hereditarios que producen una alteración en la forma o características del pelo y en ocasiones hacen que el cabello sea frágil, se rompa con facilidad y se produzcan zonas de alopecia más o menos extensas. El diagnóstico se sospecha por algún aspecto extraño o inusual del cabello y se confirma mediante un estudio del mismo mediante microscopio óptico o microscopio electrónico de barrido.

## Clasificación
Las displasias pilosas son muy variadas y se dividen en 2 grupos, dependiendo de si provocan fragilidad capilar y por lo tanto alopecia o no.

### Con fragilidad capilar
- Monilethrix.
- Pili multigemini.
- Pili bifurcati.
- Pili torti.[4]
- Síndrome del cabello anágeno suelto.[5]

### Sin fragilidad capilar
- Pili annulati.
- Cabello lanoso difuso.
- Síndrome del cabello impeinable, también llamado pili trianguli et canaliculi.